# Wulkow (Neuhardenberg)
Wulkow è una frazione del comune tedesco di Neuhardenberg, nel Brandeburgo.

## Storia
Nel 1998 il comune di Wulkow venne aggregato al comune di Neuhardenberg.